# 제인 터너

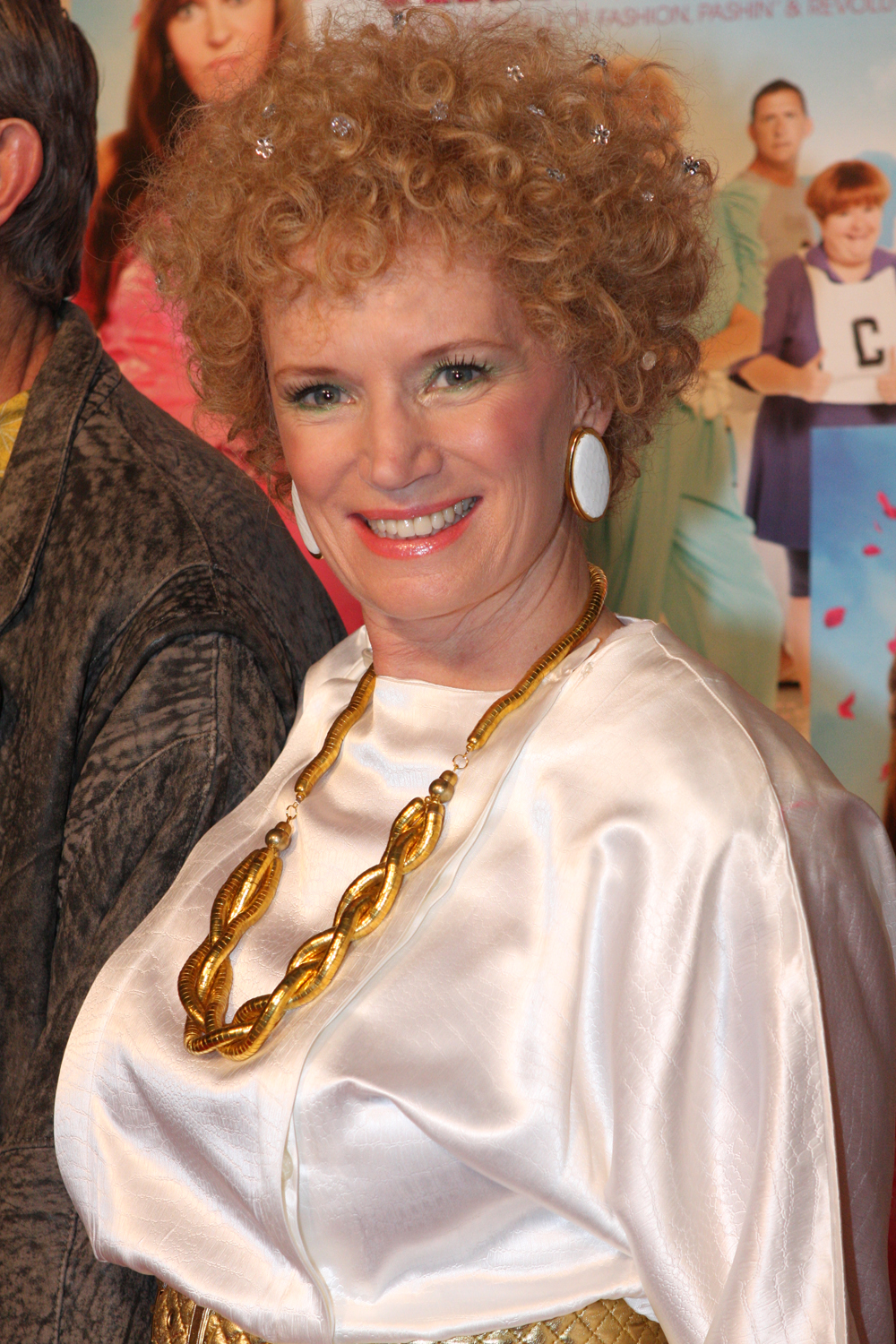

제인 터너(Jane Turner, 1960년 12월 1일 ~ )는 오스트레일리아의 배우, 희극인, 각본가이다.
뉴캐슬에서 태어났다.

## 출연 작품
- 케스 앤 킴 (2008년)
- 그 남자, 리지를 만나다 (1997년)
- 루신다, 31 (1995년)

### 텔레비전
- 프리즈너 (1983-84, Prisoner) - 벌린다 존스 역